# Formicariidae
I Formicariidi (Formicariidae Gray, 1840) sono una famiglia di uccelli dell'ordine dei passeriformi.

## Descrizione

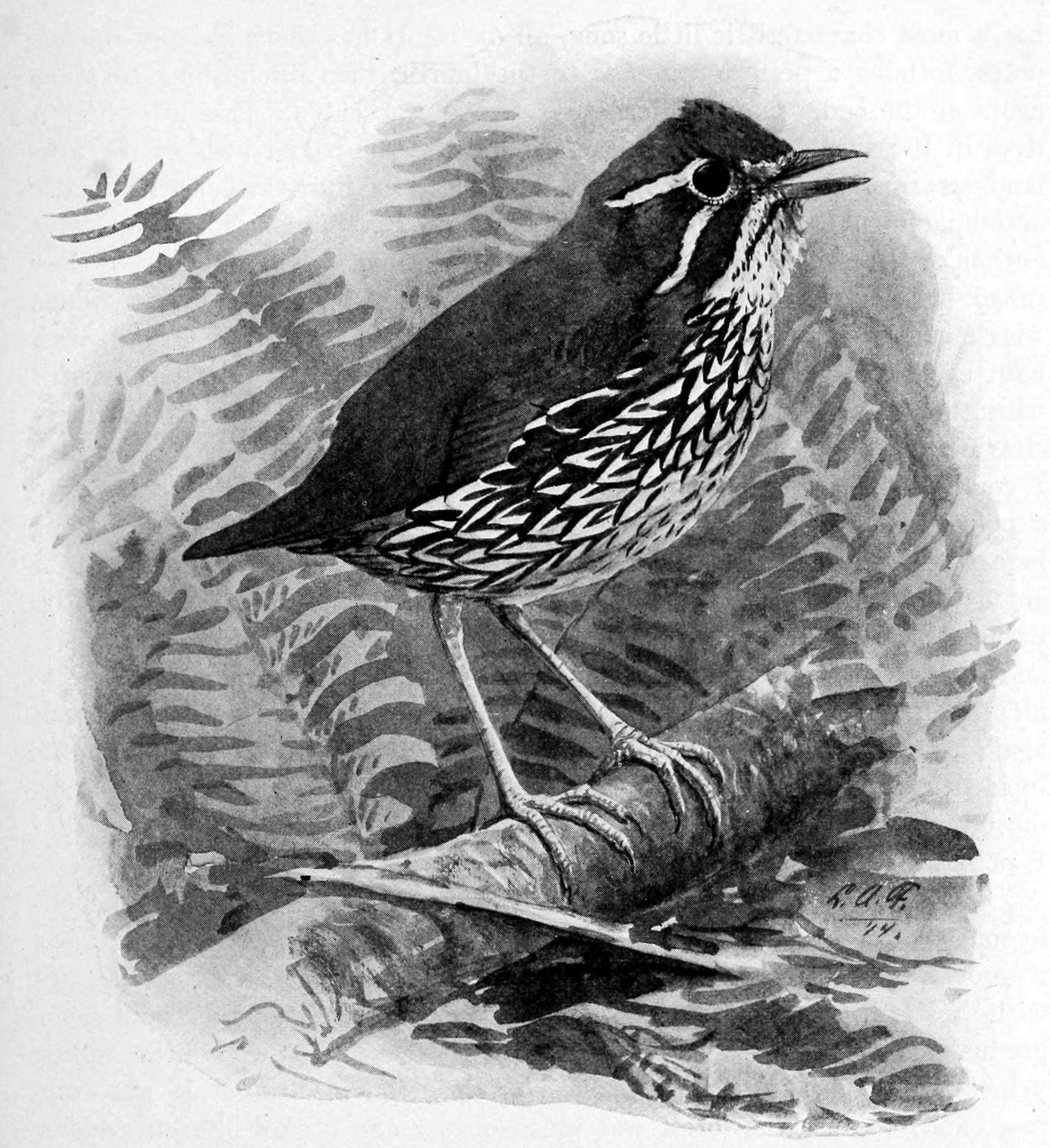
Chamaeza turdina.

La famiglia consta di uccelli di taglia medio-piccola (17-23 cm) dall'aspetto simile a quello dei rallidi o ad una sorta di bizzarro incrocio fra una pitta e un turdide, paffuto e massiccio con ali corte e arrotondate, lunghe e forti zampe e coda squadrata.
Il piumaggio è generalmente dimesso e mimetico, dominato dai toni del bruno-nerastro, con presenza di estese sfumature di colore rossiccio in Formicarius e con area ventrale biancastra screziata di bruno in Chamaeza: è generalmente presente dimorfismo sessuale, con maschi dalla colorazione più vivace.

## Biologia
I formicaridi sono uccelli monogami, che vivono in coppie e passano gran parte del tempo al suolo, cibandosi principalmente di piccoli insetti. Durante il periodo riproduttivo, ambedue i sessi collaborano nelle varie fasi della riproduzione, cova compresa.

## Distribuzione e habitat
La famiglia ha areale neotropicale, con le varie specie che popolano il sottobosco della foresta pluviale di una vasta area che va dall'America centrale al nord-est dell'Argentina.

## Tassonomia
Alla famiglia vengono ascritte dodici specie, equamente distribuite in due generi:
Famiglia Formicariidae
- Genere Formicarius (6 spp.)
- Genere Chamaeza (6 spp.)

La famiglia ha recentemente subito un esteso restyling: in passato, infatti, essa comprendeva anche i generi Grallaria, Hylopezus, Myrmothera, Grallaricula e Pittasoma, ma le indagini a livello molecolare hanno evidenziarto un'estesa parafilia di tale classificazione, determinando il distacco dei primi quattro generi (confluiti nella famiglia Grallariidae) e dell'ultimo (aggregato a Conopophagidae).
La famiglia mostrerebbe affinità appunto coi Grallariidae, mentre secondo altri autori sarebbe da includere in un clade coi Rhinocryptidae (buona parte dei quali sembrerebbe mostrare maggiori affinità coi formicaridi che con la restante parte dei membri della stessa famiglia di appartenenza) ed i Furnariidae (dei quali sarebbe un sister taxon).